# Герден
Герден (њем. Gehrden) град је у њемачкој савезној држави Доња Саксонија. Једно је од 21 општинског средишта округа Регион Хановер. Према процјени из 2010. године у граду је живјело 14.611 становника. Посједује регионалну шифру (AGS) 3241006, NUTS (DE929) и LOCODE (DE GHD) код.

## Географски и демографски подаци
Герден се налази у савезној држави Доња Саксонија у округу Регион Хановер. Град се налази на надморској висини од 70 – 90 метара. Површина општине износи 43,1 km². У самом граду је, према процјени из 2010. године, живјело 14.611 становника. Просјечна густина становништва износи 339 становника/km².